# Fratercula cirrhata
El frailecillo coletudo (Fratercula cirrhata) es una especie de ave caradriforme de la familia Alcidae. Es un ave marina que habita las costas del Pacífico ruso y norteamericano, así como de Japón. No se reconocen subespecies.

## Galería de imágenes

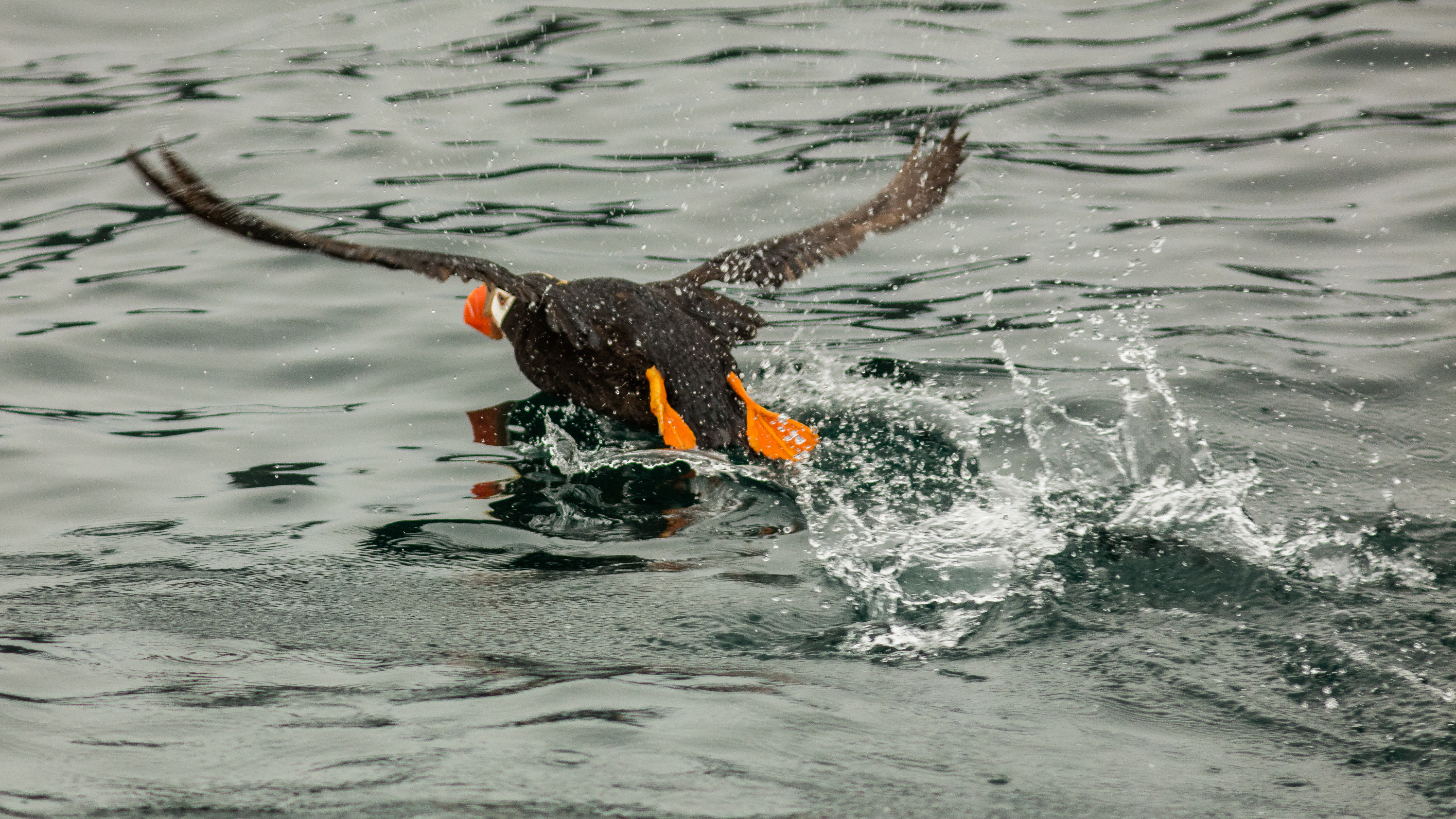
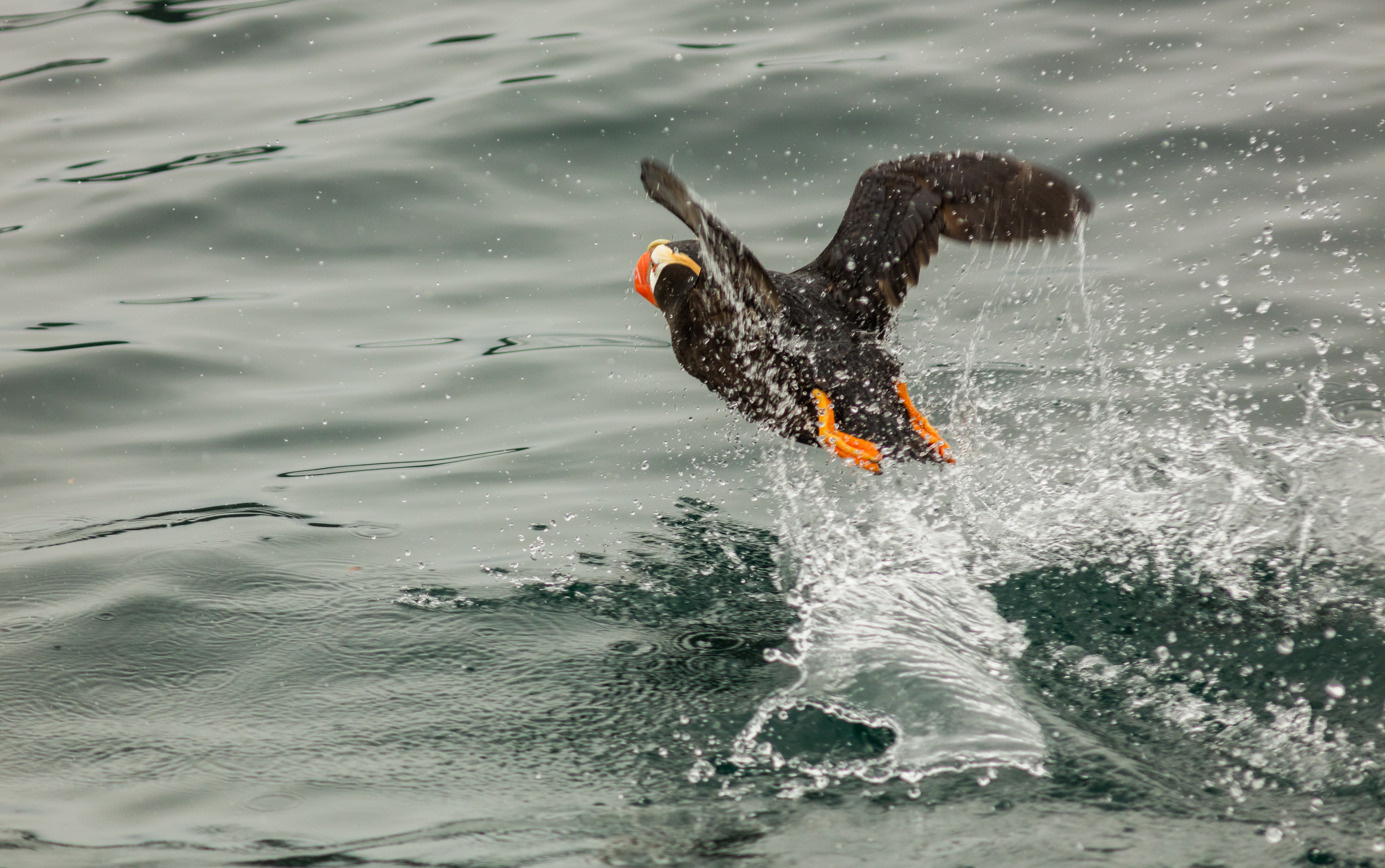
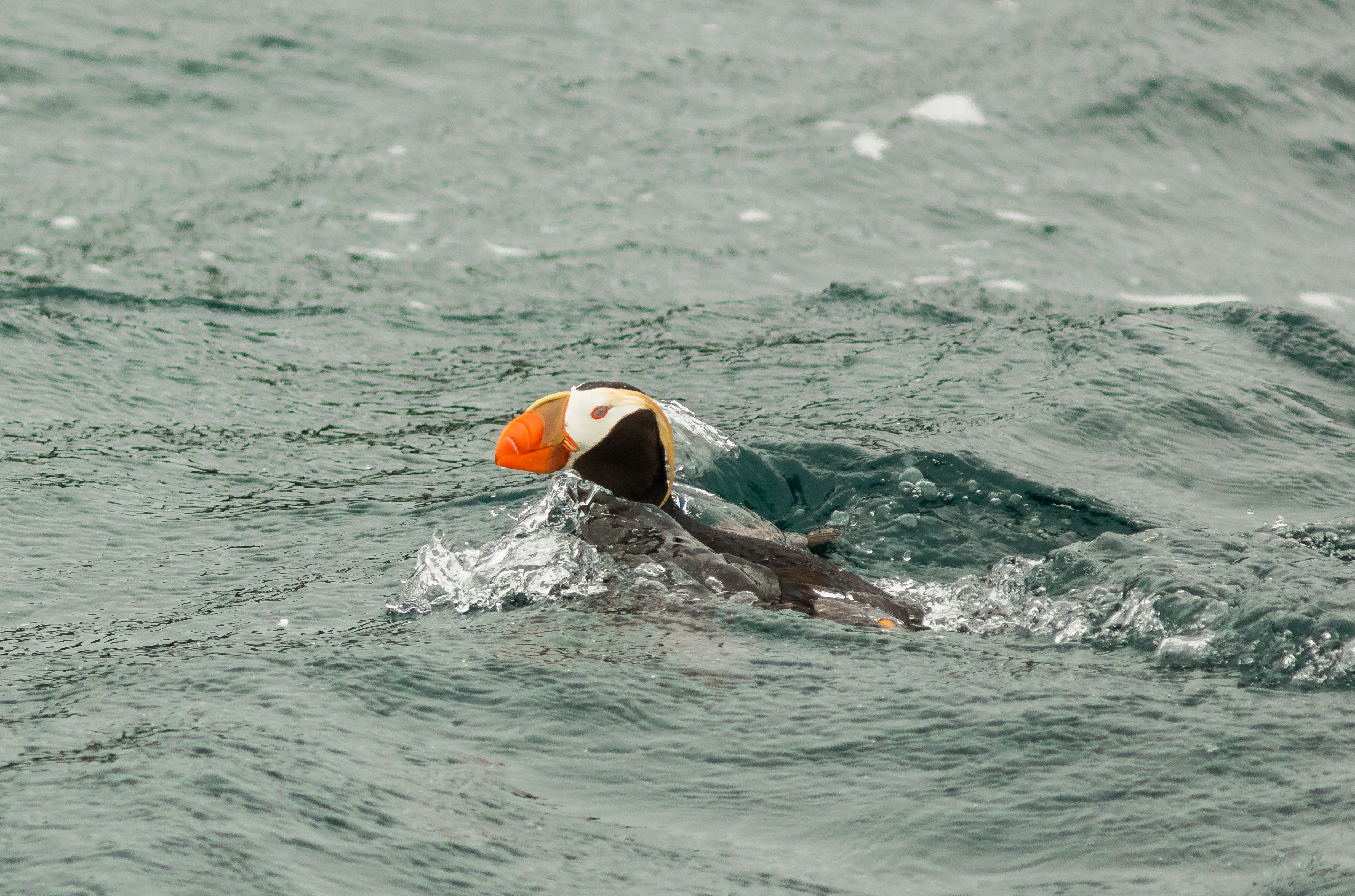